# Kap-Hamsterratte
Die Kap-Hamsterratte (Saccostomus campestris) ist ein Nagetier in der Gattung der Kurzschwanz-Hamsterratten, das in Afrika vorkommt.

## Merkmale
Mit einer Kopf-Rumpf-Länge von 83 bis 145 mm und einem Gewicht von 33 bis 68 g ähnelt die Art einer kleinen gedrungenen Maus mit einem kurzen Schwanz, der eine Länge von 32 bis 83 mm erreicht. Die Länge der Hinterfüße beträgt 17 bis 30 mm und die Ohren sind 12 bis 22 mm lang. Je nach Population ist das Fell der Oberseite graubraun, grau oder dunkelgrau. Mehrere Haare auf der Rückenmitte besitzen schwarze Spitzen. In trockenen Gebieten ist die Fellfarbe allgemein heller als in feuchten Regionen. Es besteht eine deutliche Grenze zur weißen Unterseite. Weiterhin sind die unteren Bereiche der Wangen, das Kinn und die Kehle weiß. Die Kap-Hamsterratte besitzt gut ausgebildete Backentaschen zum Transport der Nahrung. Die abgerundeten Ohren sind zu Seite des Kopfes ausgerichtet. Es kommen vier Finger an den Vorderpfoten und fünf Zehen an den Füßen vor. Der Schwanz ist nicht mit Schuppen, sondern nur mit kurzen Borsten bedeckt. Er hat eine dunkle Oberseite und eine weiße Unterseite.

## Verbreitung
Die nördliche Grenze des Verbreitungsgebiets reicht vom Norden Angolas über den Süden der Demokratischen Republik Kongo bis in den Süden Tansanias. Die Kap-Hamsterratte erreicht die Südküste Südafrikas, fehlt jedoch in den westlichen Regionen des Landes sowie in Lesotho und in den umliegenden südafrikanischen Gebieten. Das Verbreitungsgebiet liegt zwischen 50 und 2000 Meter Höhe.
Als Habitat dienen vorwiegend Savannen mit größeren Grasflächen und verstreuten Baumgruppen sowie Büschen. In den Wüsten Namibias bewohnt die Kap-Hamsterratte die Vegetation entlang von Wasserläufen. Sie besucht weiterhin veränderte Landschaften, wie Gärten.

## Lebensweise

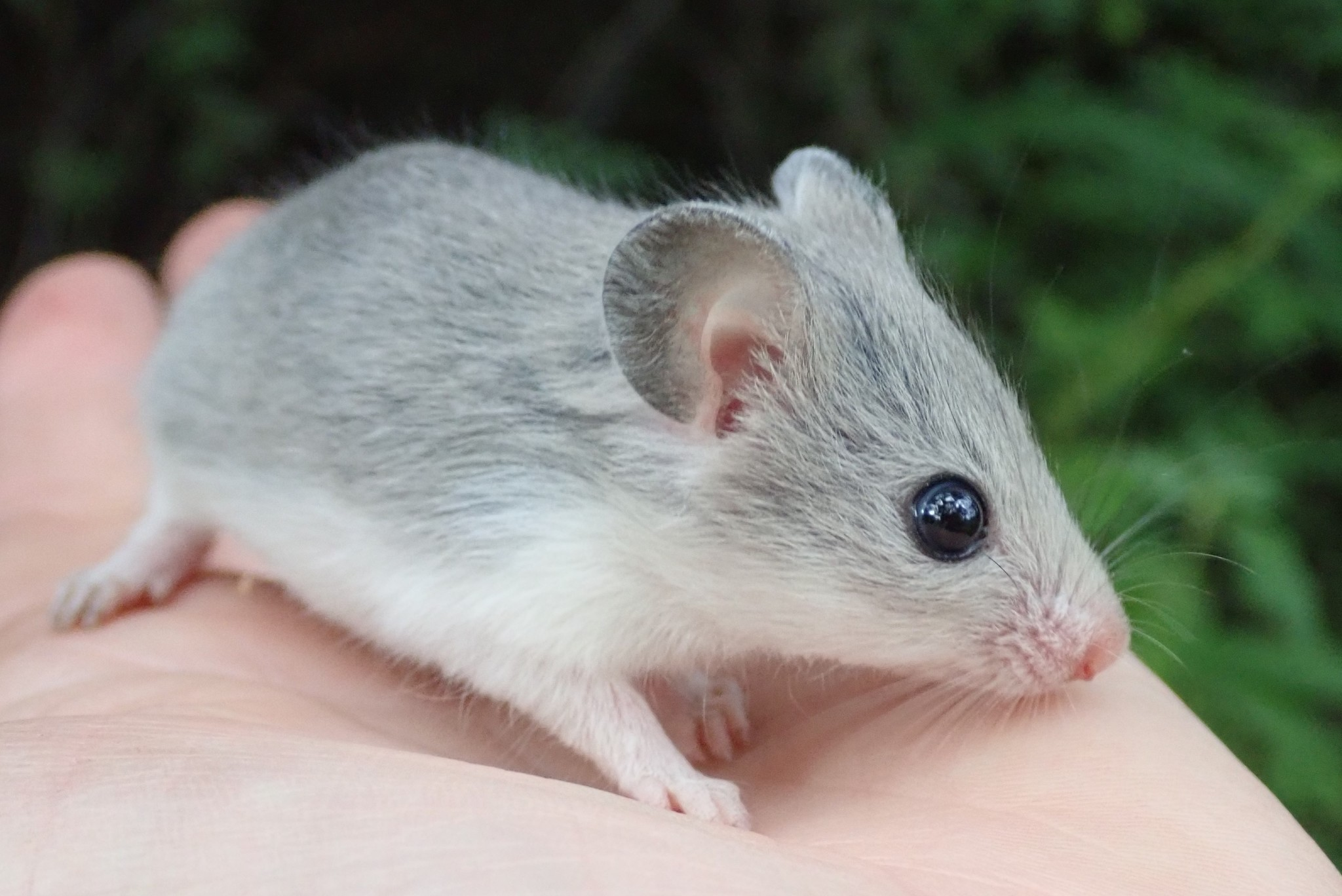
Kap-Hamsterratte (Saccostomus campestris), Jungtier

Die Exemplare bewegen sich auf dem Boden oder klettern in Gewächsen. Sie sind nachtaktiv und ruhen am Tage in mehr oder weniger komplexen Erdhöhlen, die selbst gegraben werden oder von anderen Tieren, wie Springhasen oder Erdferkeln, übernommen werden. Manchmal liegt das Nest in einem Termitenhügel. Im Bau wird ein Vorrat an Samen angelegt. Bei gutem Nahrungsangebot legt die Kap-Hamsterratte Fettreserven im Körper an. Diese werden bei kaltem und trockenem Wetter aufgebraucht, wobei die Aktivität der Individuen sinkt. Gelegentlich kann die Art einen Starrezustand (Torpor) einnehmen.
Die Nahrung besteht hauptsächlich aus Samen, sowie aus Kräutern, Termiten, Grashüpfern und anderen Insekten. Im Kruger-Nationalpark ist die Zusammensetzung der Nahrung abhängig von der Jahreszeit. Während der Trockenzeit enthält die Nahrung 31 % Insekten, 12 % Kräuter sowie 57 % Samen. In der Regenzeit steigt der Anteil der Samen auf 79 %, der Anteil der Kräuter bleibt gleich und der Anteil der Insekten sinkt auf 9 %. Die in den Vorratslagern gefundenen Samen stammten vorwiegend von Pflanzen der Gattungen Grewia (Malvengewächse), Acacia (Mimosengewächse) und Langfäden (Combretum) sowie von Gewächsen wie Mopane (Colophospermum mopane), Farbkätzchenstrauch (Dichrostachys cinerea), Burkea africana (Johannisbrotgewächse), Euclea crispa (Ebenholzgewächse) oder Peltophorum africanum (Hülsenfrüchtler).
Die Exemplare leben vorwiegend einzelgängerisch. Die Paarungszeit variiert je nach Verbreitung der jeweiligen Population, konzentriert sich jedoch auf die warmen und feuchten Monate des Jahres. Für die Kap-Hamsterratte wurden unterschiedliche Wurfgrößen dokumentiert, wie 4,8 (2–8) in Südafrika, 5,1 (2–9) in Malawi, 6,7 (1–10) in Simbabwe und 7 (5–10) in Botswana. Die Nachkommen wiegen bei der Geburt nach 20 bis 21 Tagen Trächtigkeit durchschnittlich 2,8g. Sie haben zu diesem Zeitpunkt schon ein Fell entwickelt. Jungtiere werden 19 bis 25 Tage gesäugt.
Die Kap-Hamsterratte wird von Beutegreifern, wie der Schleiereule, der Kapgraseule, dem Blassuhu sowie von verschiedenen kleinen Raubtieren gejagt.

## Bedrohung
Für die Kap-Hamsterratte liegen keine Bedrohungen vor und sie wird häufig angetroffen. Die Art wird von der IUCN als „nicht gefährdet“ (least concern) gelistet.